# Osphya vandalitiae
Osphya vandalitiae is een keversoort uit de familie zwamspartelkevers (Melandryidae). De wetenschappelijke naam van de soort werd in 1868 gepubliceerd door Ernst Gustav Kraatz.